# Denkmalzone Ortskern (Birtlingen)

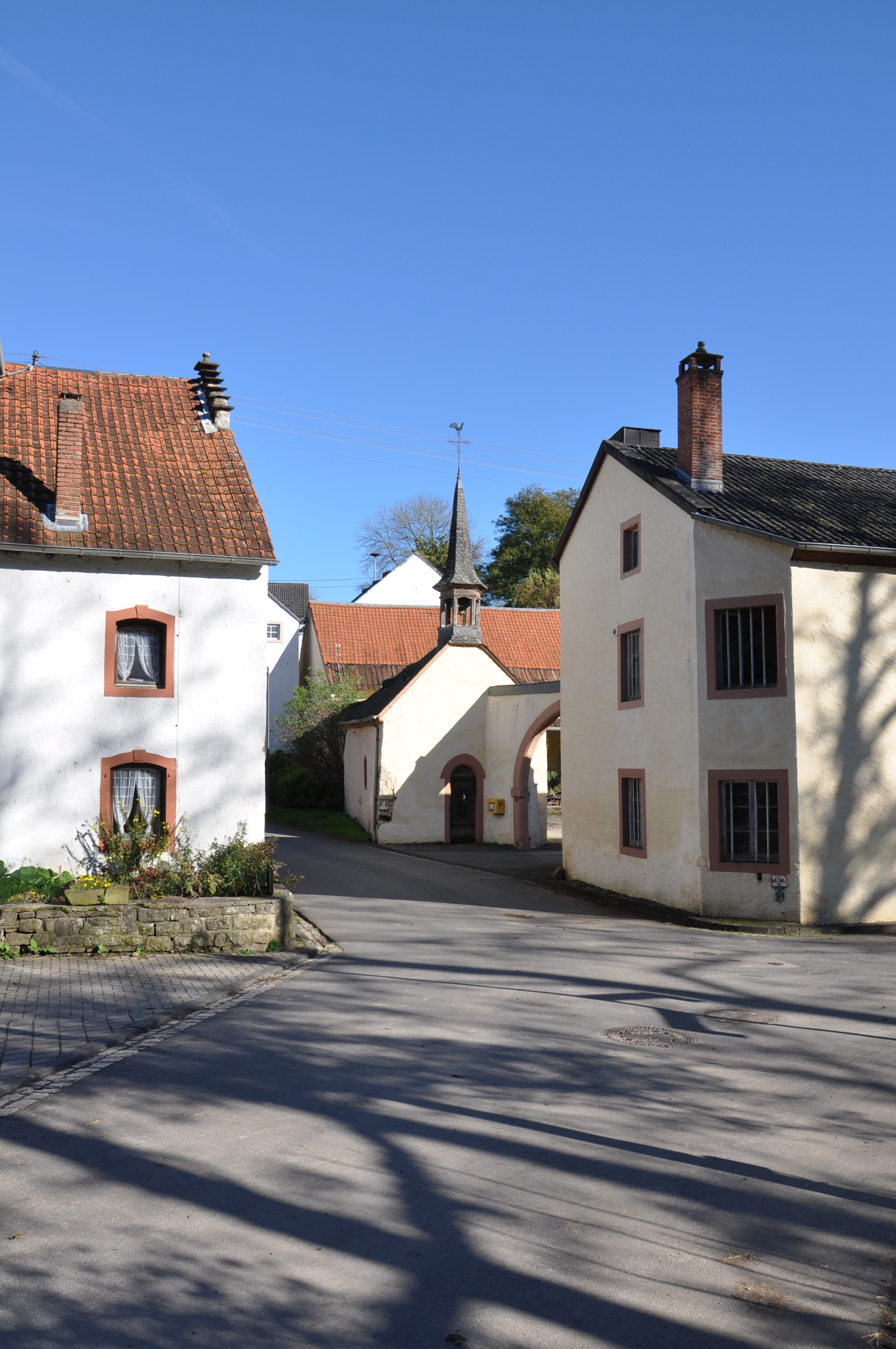
Ortskern von Birtlingen

Die Denkmalzone Ortskern von Birtlingen, einer Ortsgemeinde im Eifelkreis Bitburg-Prüm in Rheinland-Pfalz, umfasst den historischen Dorfkern, wie er sich bis 1870 entwickelt hat, einschließlich dem Bachlauf der Nims samt Brücke und Wehr.
Die als Denkmalzone ausgewiesene Bebauung (Dorfstraße 2 bis 12a) aus dem 18. und 19. Jahrhundert ist weitgehend unverändert erhalten mit Hofanlagen, Kapelle und Mühle.

## Einzeldenkmäler
- Dorfstraße 2: Mühle (siehe: Eintrag zu Dorfstraße 2 (Birtlingen) in der Datenbank der Kulturgüter in der Region Trier.)
- Dorfstraße 6: Wohnhaus (siehe: Eintrag zu Dorfstraße 6 (Birtlingen) in der Datenbank der Kulturgüter in der Region Trier.)
- Dorfstraße 7: Wohnhaus (siehe: Eintrag zu Dorfstraße 7 (Birtlingen) in der Datenbank der Kulturgüter in der Region Trier.)
- Dorfstraße 8: Wohnhaus(siehe: Eintrag zu Dorfstraße 8 (Birtlingen) in der Datenbank der Kulturgüter in der Region Trier.)
- Dorfstraße 10: Wohnhaus (siehe: Eintrag zu Dorfstraße 10 (Birtlingen) in der Datenbank der Kulturgüter in der Region Trier.)
- Dorfstraße 11: Wohnhaus (siehe: Eintrag zu Dorfstraße 11 (Birtlingen) in der Datenbank der Kulturgüter in der Region Trier.)
- Dorfstraße 12/12a: Hofgut (siehe: Eintrag zu Dorfstraße 12 (Birtlingen) in der Datenbank der Kulturgüter in der Region Trier.)